# Грот, Конрадин
Конрадин Грот (нем. Konradin Groth; род. 18 апреля 1947) ― немецкий трубач и музыкальный педагог, солист Берлинского филармонического оркестра

## Биография
Конрадин Грот начал заниматься на трубе в возрасте семи лет под руководством Ханса Дёринга. В 1963 году он стал лауреатом конкурса «Jugend musiziert». С 1965 по 1968 год Грот учился в Берлинской высшей школе музыки у Фрица Везенигка.
С 1968 по 1970 год Конрадин Грот играл вторую трубу в Берлинском филармоническом оркестре. С 1970 по 1974 год он был солистом оркестра берлинского театра Немецкая опера. В 1974 году Грот вновь вернулся в Берлинский филармонический оркестр и занял в нём место первого трубача-солиста. Он работал в этом оркестре до 1998 года.
Помимо работы в Берлинском филармоническом оркестре Грот в разное время был участником таких ансамблей как German Brass, брасс-квинтет и брасс-ансамбль Берлинского филармонического оркестра и «Gruppe Neue Musik Berlin». После ухода из Берлинской филармонии Конрадин Грот преподаёт трубу в Берлинском университет искусств.